# Alella
Alella ist eine katalanische Gemeinde in der Provinz Barcelona im Nordosten Spaniens. Sie liegt in der Comarca Maresme.

## Geographische Lage
Die Gemeinde liegt etwa 19 km nordöstlich von Barcelona, etwa 2,5 km vom Mittelmeer entfernt an der historischen Via Augusta. In der Nachbargemeinde El Masnou erhält man Anschluss an das S-Bahn Netz Barcelonas. Des Weiteren erreicht man Alella über die direkte Autobahnanbindung (C-32) Barcelona – Mataró – Girona.

## Geschichte
Die Ansiedlung Alella wurde 975 erstmals erwähnt. Ab 993 taucht in den Dokumenten bereits die Pfarrgemeinde Sant Feliu d'Alella auf. Die Gerichtsbarkeit über das Dorf lag damals bei den Grafen von Barcelona.

## Sehenswert
Die romanische Pfarrkirche Sant Feliu d'Alella

## Wirtschaft
Ein wesentlicher Wirtschaftszweig in Alella ist der Weinbau. Der Ort ist Namensgeber für das gleichnamige Weinanbaugebiet mit eigener Herkunftsbezeichnung D. O. Alella. Die örtliche Winzergenossenschaft „Alella Vinícola“ wurde 1906 als eine der ersten in Katalonien gegründet.

## Städtepartnerschaften
- Brogliano (Italien)
- Carquefou (Frankreich)

## Persönlichkeiten
- Marc Cucurella (* 1998), Fußballspieler

## Fotogalerie

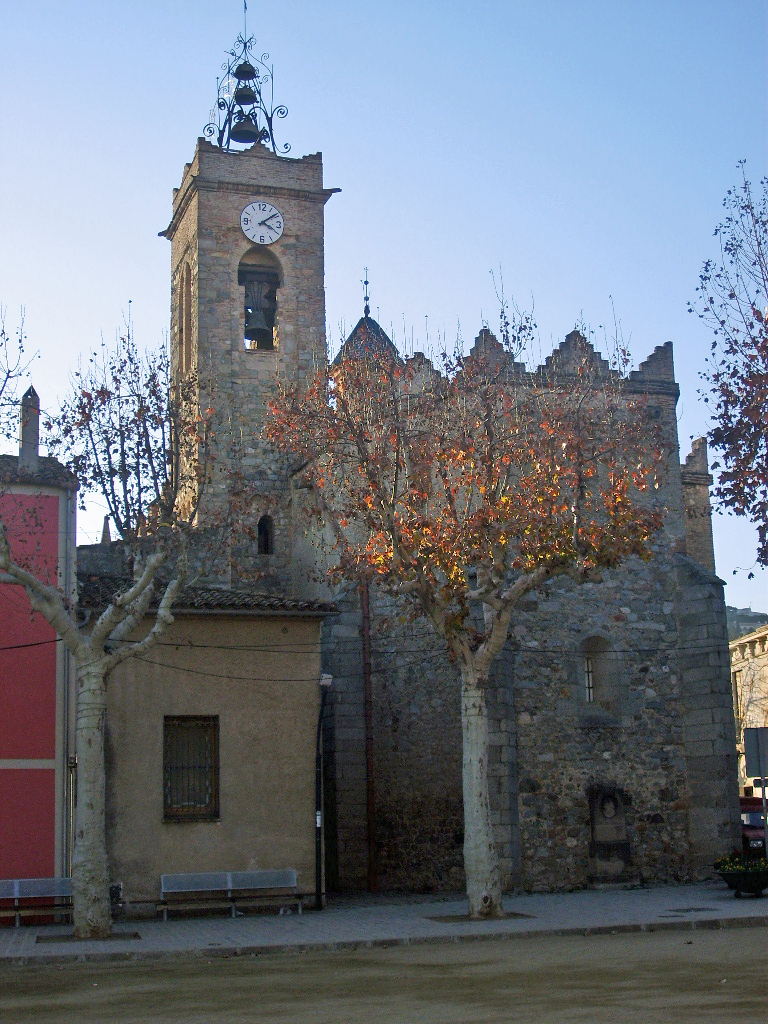
Pfarrei des heiligen Felix
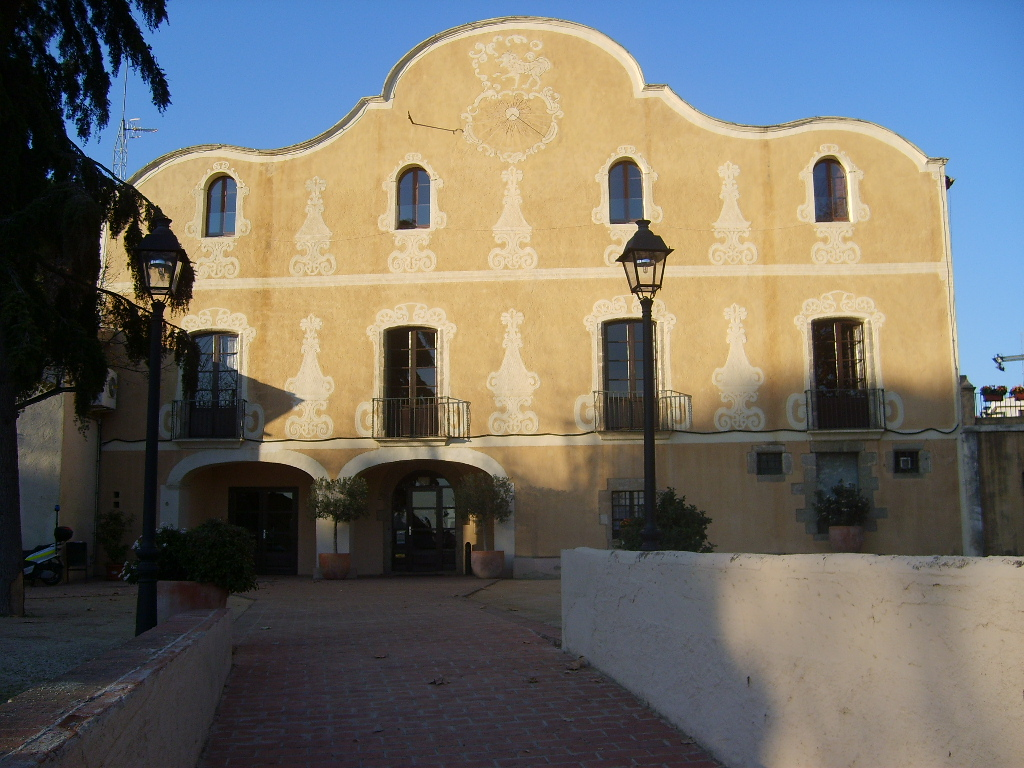
Can Lleonart
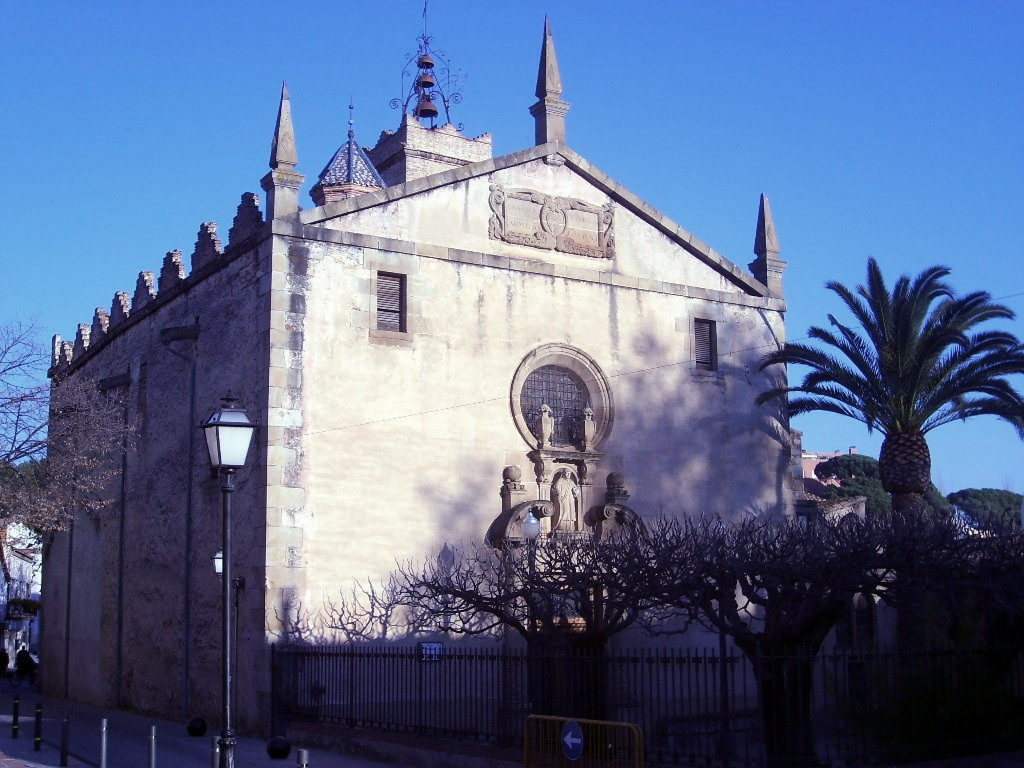
Pfarrkirche Sant Feliú d'Alella